# Члены-корреспонденты РАХ
В состав Российской академии художеств входят действительные члены (академики), члены-корреспонденты РАХ и почётные члены (почётные академики), а также почётные зарубежные члены. Члены РАХ избираются общим собранием академии, членство является пожизненным.
Членами-корреспондентами Российской академии художеств избираются художники, архитекторы, дизайнеры и искусствоведы, которые обогатили современное изобразительное искусство, архитектуру, дизайн и искусствознание выдающимися творческими произведениями и научными трудами.
Ниже приведён актуальный список членов-корреспондентов академии. Всего в списке 412 деятелей искусств, в том числе 157 женщин.

## Список членов-корреспондентов РАХ
| Фамилия, Имя Отчество                   | Год рождения | Год избрания | Отделение                                 | Специальность                    |
| --------------------------------------- | ------------ | ------------ | ----------------------------------------- | -------------------------------- |
| Абдуллин, Роман Фаристович              | 1991         | 2022         | Живопись                                  | Живопись                         |
| Аввакумов, Михаил Николаевич            | 1938         | 2006         | Графика                                   | Графика                          |
| Авдеев, Андрей Юрьевич                  | 1959         | 2024         | Дизайн                                    | Дизайн                           |
| Аверьянов, Александр Юрьевич            | 1950         | 2020         | Живопись                                  | Живопись                         |
| Агафонова, Анастасия Юрьевна            |              | 2024         | Декоративно-прикладное искусство          | Декоративно-прикладное искусство |
| Адибеков, Артём Валерьевич              | 1964         | 2020         | Живопись                                  | Живопись                         |
| Айнутдинов, Сергей Сагитович            | 1953         | 2018         | Урал, Сибирь и Дальний Восток             | Графика                          |
| Акопов, Валерий Сергеевич               | 1938         | 2011         | Дизайн                                    | Графика                          |
| Акцынов, Андрей Всеволодович            | 1987         | 2023         | Искусствознание                           | Искусствознание                  |
| Акцынов, Всеволод Аркадьевич            | 1947         | 2018         | Живопись                                  | Живопись                         |
| Александров, Сергей Никитович           | 1956         | 2010         | Живопись                                  | Живопись                         |
| Алексеева, Татьяна Николаевна           | 1948         | 2022         | Живопись                                  | Живопись                         |
| Алиев, Магомед-Али Раджов-Гаджиевич     | 1949         | 2024         | Южное                                     | Скульптура                       |
| Ампилов, Владимир Иванович              | 1954         | 2021         | Дизайн                                    | Дизайн                           |
| Андреева, Людмила Валериановна          | 1937         | 2006         | Искусствознание                           | Искусствознание                  |
| Анисимов, Андрей Альбертович            | 1960         | 2020         | Архитектура                               | Архитектура                      |
| Арадушкин, Олег Афанасьевич             | 1951         | 2002         | Графика                                   | Графика                          |
| Ардимасов, Олег Иванович                | 1936         | 2024         | Живопись                                  | Живопись                         |
| Арсланов, Виктор Григорьевич            | 1947         | 2025         | Искусствознание                           | Искусствознание                  |
| Арутюнян, Анна Рафаэловна               | 1983         | 2012         | Искусствознание                           | Искусствознание                  |
| Архипов, Андрей Владимирович            | 1967         | 2023         | Живопись                                  | Живопись                         |
| Астапченко, Юрий Дмитриевич             | 1961         | 2012         | Скульптура                                | Скульптура                       |
| Ахметшина, Эльмира Габдулловна          | 1969         | 2023         | Дизайн                                    | Дизайн                           |
| Бавыкин, Алексей Львович                | 1955         | 2023         | Архитектура                               | Архитектура                      |
| Багаева, Татьяна Алексеевна             | 1980         | 2012         | Искусствознание                           | Искусствознание                  |
| Баданина, Татьяна Васильевна            | 1955         | 2024         | Новейшие художественные течения           |                                  |
| Базанов, Андрей Николаевич              | 1959         | 2024         | Живопись                                  | Живопись                         |
| Баранов, Пётр Леонидович                | 1990         | 2024         | Искусствознание                           | Искусствознание                  |
| Баргов, Анатолий Николаевич             | 1955         | 2022         | Живопись                                  | Живопись                         |
| Барышникова, Анастасия Павловна         | 1988         | 2021         | Искусствознание                           | Искусствознание                  |
| Батаков, Николай Николаевич             | 1949         | 2013         | Графика                                   | Графика                          |
| Башенин, Валерий Викторович             | 1943         | 2012         | Живопись                                  | Живопись                         |
| Бек, Василий Алексеевич                 | 1949         | 2023         | Графика                                   | Графика                          |
| Бекетов, Михаил Петрович                | 1953         | 2021         | Дизайн                                    | Дизайн                           |
| Бекетов, Николай Петрович               | 1955         | 2020         | Дизайн                                    | Дизайн                           |
| Белокурова, Софья Михайловна            | 1981         | 2022         | Урал, Сибирь и Дальний Восток             | Искусствознание                  |
| Белых, Любовь Алексеевна                | 1961         | 2019         | Живопись                                  | Живопись                         |
| Беляев, Александр Сергеевич             | 1955         | 2018         | Декоративно-прикладное искусство          | Декоративно-прикладное искусство |
| Бехметьева, Татьяна Андреевна           |              | 2025         | Новейшие художественные течения           |                                  |
| Бирштейн, Анна Максовна                 | 1947         | 2008         | Живопись                                  | Живопись                         |
| Благовестнов, Алексей Алексеевич        | 1974         | 2018         | Скульптура                                | Скульптура                       |
| Боброва, Светлана Леонидовна            | 1960         | 2012         | Искусствознание                           | Искусствознание                  |
| Бобыкин, Александр Вениаминович         | 1977         | 2019         | Дизайн                                    | Архитектура                      |
| Бобыкин, Андрей Андреевич               | 1982         | 2018         | Дизайн                                    | Дизайн                           |
| Богдан, Вероника-Ирина Траяновна        | 1959         | 2012         | Искусствознание                           | Искусствознание                  |
| Богданов, Максим Юрьевич                | 1976         | 2021         | Живопись                                  | Живопись                         |
| Бодрикова, Наталия Геннадиевна          | 1968         | 2023         | Дизайн                                    | Дизайн                           |
| Бойтунов, Дюлустан Афанасьевич          | 1962         | 2021         | Урал, Сибирь и Дальний Восток             | Живопись                         |
| Болдырева, Екатерина Валентиновна       | 1971         | 2024         | Урал, Сибирь, Дальний Восток              | Искусствознание                  |
| Болоцких, Галина Семёновна              | 1963         | 2012         | Искусствознание                           | Искусствознание                  |
| Бондаренко, Иван Николаевич             | 1960         | 2021         | Дизайн                                    | Дизайн                           |
| Борисов, Сергей Валентинович            | 1975         | 2019         | Живопись                                  | Живопись                         |
| Боровская, Екатерина Николаевна         |              | 2022         | Искусствознание                           | Искусствознание                  |
| Боровский, Александр Давидович          | 1952         | 2012         | Искусствознание                           | Искусствознание                  |
| Бороноева, Татьяна Анатольевна          | 1965         | 2023         | Урал, Сибирь и Дальний Восток             | Искусствознание                  |
| Брагинский, Виктор Эмильевич            | 1954         | 2021         | Графика                                   | Графика                          |
| Брайнин, Владимир Ефимович              | 1951         | 2012         | Живопись                                  | Живопись                         |
| Бубнова, Екатерина Васильевна           | 1968         | 2021         | Новейшие художественные течения           |                                  |
| Будённая, Нина Семёновна                | 1939         | 2012         | Декоративно-прикладное искусство          | Декоративно-прикладное искусство |
| Букия, Владимир Валерьянович            | 1941         | 2011         | Живопись                                  | Живопись                         |
| Бусев, Михаил Алексеевич                | 1951         | 2007         | Искусствознание                           | Искусствознание                  |
| Быстров, Егор Александрович             | 1982         | 2022         | Живопись                                  | Живопись                         |
| Вагапов, Махмут Ахатович                | 1955         | 2025         | Живопись                                  | Живопись                         |
| Васильев, Артур Дмитриевич              | 1953         | 1997         | Урал, Сибирь и Дальний Восток             | Живопись                         |
| Васильцова, Анастасия Владимировна      | 1964         | 2021         | Живопись                                  | Живопись                         |
| Васютина, Светлана Викторовна           | 1968         | 2022         | Живопись                                  | Живопись                         |
| Ведерников, Борис Александрович         | 1967         | 2021         | Живопись                                  | Живопись                         |
| Вертинская, Александра Ильинична        | 1969         | 2007         | Живопись                                  | Живопись                         |
| Виноградов, Александр Александрович     | 1963         | 2012         | Живопись                                  | Живопись                         |
| Виссарионов, Юрий Геннадьевич           | 1956         | 2023         | Архитектура                               | Архитектура                      |
| Власов, Василий Николаевич              | 1953         | 2024         | Графика                                   | Графика                          |
| Власова, Ольга Юрьевна                  |              | 2023         | Декоративно-прикладное искусство          | Декоративно-прикладное искусство |
| Войнов, Константин Семёнович            | 1960         | 2011         | Урал, Сибирь и Дальний Восток             | Живопись                         |
| Волков, Александр Павлович              | 1971         | 2021         | Живопись                                  | Живопись                         |
| Володина, Светлана Александровна        | 1935         | 2012         | Искусствознание                           | Искусствознание                  |
| Волокитина, Ольга Викторовна            | 1967         | 2012         | Графика                                   | Графика                          |
| Воронов, Юрий Александрович             | 1956         | 2009         | Графика                                   | Графика                          |
| Воронова, Евгения Александровна         | 1991         | 2022         | Графика                                   | Графика                          |
| Воронова, Ксения Александровна          |              | 2024         | Живопись                                  | Живопись                         |
| Воскресенский, Антон Игоревич           | 1977         | 2013         | Архитектура                               | Архитектура                      |
| Вяткина, Наталия Николаевна             | 1941         | 2012         | Скульптура                                | Скульптура                       |
| Гаврилин, Кирилл Николаевич             | 1965         | 2021         | Искусствознание                           | Искусствознание                  |
| Гаврилова, Елизавета Николаевна         | 1954         | 2012         | Живопись                                  | Живопись                         |
| Гавриляченко, Сергей Александрович      | 1956         | 2022         | Живопись                                  | Живопись                         |
| Гамзатова, Патимат Расуловна            | 1959         | 2007         | Искусствознание                           | Искусствознание                  |
| Гарапач, Константин Иванович            | 1967         | 2012         | Скульптура                                | Скульптура                       |
| Гарунов, Аладдин Рамазанович            | 1956         | 2024         | Новейшие художественные течения           |                                  |
| Гатауллина, Милеуша Равильевна          | 1971         | 2023         | Графика                                   | Графика                          |
| Гачева, Лариса Георгиевна               | 1972         | 2022         | Живопись                                  | Живопись                         |
| Глазунова, Вера Ильинична               | 1973         | 2023         | Дизайн                                    | Дизайн                           |
| Глузман, Александр Владимирович         | 1955         | 2019         | Южное                                     |                                  |
| Глухов, Александр Викторович            | 1975         | 2012         | Дизайн                                    | Дизайн                           |
| Голицын, Иван Илларионович              | 1961         | 2023         | Графика                                   | Графика                          |
| Голушко, Елена Викторовна               | 1966         | 2019         | Графика                                   | Графика                          |
| Голынец, Галина Владимировна            | 1943         | 2009         | Урал, Сибирь и Дальний Восток             | Искусствознание                  |
| Голышев, Александр Анатольевич          | 1951         | 2023         | Живопись                                  | Живопись                         |
| Голышенкова, Елена Всеволодовна         | 1956         | 2022         | Искусствознание                           | Искусствознание                  |
| Гораздин, Александр Сергеевич           | 1946         | 2019         | Декоративно-прикладное искусство          | Декоративно-прикладное искусство |
| Горбатюк, Игорь Владимирович            | 1966         | 2018         | Искусствознание                           | Искусствознание                  |
| Горбачёв, Сергей Юрьевич                | 1964         | 2021         | Дизайн                                    | Дизайн                           |
| Гордин, Александр Яковлевич             | 1941         | 2023         | Декоративно-прикладное искусство          | Декоративно-прикладное искусство |
| Горшунов, Михаил Васильевич             | 1958         | 2021         | Живопись                                  | Живопись                         |
| Гошко, Валерий Семёнович                | 1945         | 2022         | Графика                                   | Графика                          |
| Грачёва, Светлана Михайловна            | 1965         | 2020         | Искусствознание                           | Искусствознание                  |
| Греков, Алексей Владимирович            | 1958         | 2007         | Скульптура                                | Скульптура                       |
| Григорьева, Наталья Евгеньевна          | 1959         | 2021         | Графика                                   | Графика                          |
| Грищенко, Юрий Афанасьевич              | 1954         | 2022         | Живопись                                  | Живопись                         |
| Гукасов, Григорий Андреевич             | 1980         | 2019         | Живопись                                  | Живопись                         |
| Гуменюк, Алла Николаевна                | 1952         | 2023         | Урал, Сибирь, Дальний Восток              | Искусствознание                  |
| Гурвич, Евгений Александрович           | 1952         | 2024         | Архитектура                               | Архитектура                      |
| Гурьев, Сергей Викторович               | 1950         | 2021         | Урал, Сибирь и Дальний Восток             | Живопись                         |
| Гусарова, Светлана Владимировна         | 1964         | 2012         | Искусствознание                           | Искусствознание                  |
| Давыдова, Ольга Сергеевна               | 1983         | 2024         | Искусствознание                           | Искусствознание                  |
| Данилов, Виктор Васильевич              | 1951         | 2022         | Новейшие художественные течения           |                                  |
| Данчев, Сергей Александрович            | 1981         | 2022         | Живопись                                  | Живопись                         |
| Дареев, Андрей Александрович            | 1978         | 2021         | Живопись                                  | Живопись                         |
| Даудов, Магомед Даудгаджиевич           | 1991         | 2024         | Южное                                     | Дизайн                           |
| Демьянчук, Виктор Борисович             | 1952         | 2008         | Живопись                                  | Живопись                         |
| Дендерина, Анна Ивановна                | 1973         | 2023         | Живопись                                  | Живопись                         |
| Денеш, Анастасия Олеговна               | 1982         | 2021         | Живопись                                  | Живопись                         |
| Денисов, Анатолий Егорович              | 1957         | 2011         | Графика                                   | Графика                          |
| Дергилёва, Елена Ивановна               | 1952         | 2020         | Графика                                   | Графика                          |
| Дёготь, Екатерина Юрьевна               | 1958         | 2007         | Искусствознание                           | Искусствознание                  |
| Дзукаев, Николай Казбекович             | 1958         | 2024         | Южное                                     | Скульптура                       |
| Дмитриев, Алексей Леонидович            | 1981         | 2025         | Скульптура                                | Скульптура                       |
| Долгов, Александр Владимирович          | 1957         | 2023         | Урал, Сибирь, Дальний Восток              | Архитектура                      |
| Донгузов, Константин Александрович      | 1962         | 2024         | Урал, Сибирь и Дальний Восток             | Архитектура                      |
| Донсков, Владимир Александрович         | 1948         | 2024         | Театрально- и кинодекорационное искусство |                                  |
| Доржиев, Зорикто Бальжинимаевич         | 1976         | 2024         | Урал, Сибирь и Дальний Восток             | Живопись                         |
| Дрозд, Андрей Николаевич                | 1962         | 2023         | Урал, Сибирь, Дальний Восток              | Дизайн                           |
| Дубосарский, Владимир Ефимович          | 1964         | 2012         | Живопись                                  | Живопись                         |
| Дюков, Андрей Владимирович              | 1942         | 2012         | Живопись                                  | Живопись                         |
| Евдокимова, Елена Николаевна            | 1961         | 2023         | Дизайн                                    | Дизайн                           |
| Евсеева, Нина Константиновна            | 1960         | 2010         | Южное                                     | Скульптура                       |
| Ермолаев, Виталий Юрьевич               | 1962         | 2022         | Театрально- и кинодекорационное искусство |                                  |
| Женухин, Антон Владимирович             | 1984         | 2019         | Дизайн                                    | Дизайн                           |
| Жилинская, Ольга Дмитриевна             | 1954         | 2007         | Живопись                                  | Живопись                         |
| Жучков, Алексей Владимирович            | 1982         | 2021         | Живопись                                  | Живопись                         |
| Загонек, Владимир Вячеславович          | 1946         | 2021         | Живопись                                  | Живопись                         |
| Заева-Бурдонская, Елена Анатольевна     | 1962         | 2023         | Дизайн                                    | Дизайн                           |
| Заимов, Дмитрий Георгиевич              | 1946         | 2013         | Дизайн                                    | Дизайн                           |
| Зайцев, Кирилл Евгеньевич               | 1970         | 2013         | Искусствознание                           | Искусствознание                  |
| Зайцев, Николай Егорович                | 1949         | 2023         | Живопись                                  | Живопись                         |
| Закоморный, Олег Георгиевич             | 1968         | 2012         | Скульптура                                | Скульптура                       |
| Златина, Злата Васильевна               | 1987         | 2021         | Архитектура                               | Архитектура                      |
| Золотов, Андрей Андреевич               |              | 2023         | Искусствознание                           | Искусствознание                  |
| Золотов, Всеволод Андреевич             | 1991         | 2024         | Архитектура                               | Архитектура                      |
| Золотухин, Анатолий Петрович            | 1944         | 2001         | Урал, Сибирь и Дальний Восток             | Декоративно-прикладное искусство |
| Зотова, Ольга Ивановна                  | 1968         | 2022         | Урал, Сибирь и Дальний Восток             | Искусствознание                  |
| Зубов, Евгений Александрович            | 1955         | 2021         | Живопись                                  | Живопись                         |
| Зубрилин, Константин Владимирович       | 1963         | 2013         | Живопись                                  | Живопись                         |
| Зуев, Владимир Валентинович             | 1959         | 2021         | Урал, Сибирь и Дальний Восток             | Графика                          |
| Иванова, Мария Владимировна             | 1970         | 2025         | Живопись                                  | Живопись                         |
| Иващенко, Инна Анатольевна              | 1968         | 2007         | Живопись                                  | Живопись                         |
| Иващенко, Олег Георгиевич               | 1981         | 2021         | Живопись                                  | Живопись                         |
| Ильин, Павел Васильевич                 | 1961         | 2023         | Графика                                   | Графика                          |
| Исаков, Сергей Михайлович               | 1954         | 2024         | Скульптура                                | Скульптура                       |
| Кабыш, Марина Александровна             | 1969         | 2019         | Живопись                                  | Живопись                         |
| Казанцев, Сергей Сергеевич              | 1946         | 2019         | Скульптура                                | Скульптура                       |
| Казарин, Александр Валерьевич           | 1971         | 2012         | Дизайн                                    | Дизайн                           |
| Калинина, Мария Викторовна              | 1972         | 2021         | Новейшие художественные течения           | Дизайн                           |
| Каминкер, Дмитрий Давыдович             | 1949         | 2021         | Скульптура                                | Скульптура                       |
| Канукова, Жанна Нажмудиновна            | 1975         | 2024         | Дизайн                                    | Дизайн                           |
| Караева, Людмила Асланбековна           | 1953         | 2011         | Скульптура                                | Скульптура                       |
| Каргополова, Галина Викторовна          | 1937         | 2012         | Искусствознание                           | Искусствознание                  |
| Касаткин, Владимир Иванович             | 1945         | 2022         | Декоративно-прикладное искусство          | Декоративно-прикладное искусство |
| Качелаева, Елена Фёдоровна              | 1948         | 2012         | Живопись                                  | Живопись                         |
| Квашнин, Александр Сергеевич            | 1989         | 2019         | Дизайн                                    | Дизайн                           |
| Кейпен-Вардиц, Диана Валерьевна         | 1970         | 2023         | Искусствознание                           | Искусствознание                  |
| Кизилов, Владимир Александрович         | 1952         | 2022         | Декоративно-прикладное искусство          | Декоративно-прикладное искусство |
| Киргизова, Татьяна Юрьевна              | 1990         | 2024         | Живопись                                  | Живопись                         |
| Киреев, Максим Владимирович             | 1960         | 2023         | Дизайн                                    | Дизайн                           |
| Кириллов, Вадим Игоревич                | 1967         | 2023         | Скульптура                                | Скульптура                       |
| Кичигин, Георгий Петрович               | 1951         | 2011         | Урал, Сибирь и Дальний Восток             | Живопись                         |
| Клембо, Елена Владимировна              | 1986         | 2021         | Искусствознание                           | Искусствознание                  |
| Козлова, Светлана Израилевна            | 1939         | 2023         | Искусствознание                           | Искусствознание                  |
| Козорезенко, Пётр Петрович              | 1976         | 2021         | Дизайн                                    | Дизайн                           |
| Комов, Алексей Олегович                 | 1975         | 2023         | Архитектура                               | Архитектура                      |
| Комов, Илья Олегович                    | 1965         | 2012         | Живопись                                  | Живопись                         |
| Кондратенко, Людмила Ивановна           | 1965         | 2012         | Искусствознание                           | Искусствознание                  |
| Кондуров, Александр Андреевич           | 1945         | 2022         | Живопись                                  | Живопись                         |
| Конов, Александр Никитич                | 1950         | 2023         | Дизайн                                    | Дизайн                           |
| Корбакова, Светлана Михайловна          | 1954         | 2012         | Искусствознание                           | Искусствознание                  |
| Корзина, Галина Александровна           | 1944         | 2012         | Декоративно-прикладное искусство          | Декоративно-прикладное искусство |
| Корнилова, Екатерина Владимировна       | 1957         | 2011         | Живопись                                  | Живопись                         |
| Коробейников, Виталий Владимирович      | 1950         | 2007         | Южное                                     | Живопись                         |
| Коробейникова, Ксения Александровна     | 1994         | 2025         | Искусствознание                           | Искусствознание                  |
| Корси, Михаил Викторович                | 1979         | 2020         | Архитектура                               | Архитектура                      |
| Корякин, Владимир Анатольевич           | 1957         | 2016         | Дизайн                                    | Дизайн                           |
| Котлярова, Дарья Павловна               | 1980         | 2019         | Живопись                                  | Живопись                         |
| Кравченко, Александра Александровна     | 1983         | 2021         | Живопись                                  | Живопись                         |
| Красильникова, Мария Владиленовна       | 1956         | 2012         | Живопись                                  | Живопись                         |
| Красношлыков, Геннадий Иванович         | 1955         | 2023         | Скульптура                                | Скульптура                       |
| Криволапов, Андрей Николаевич           | 1975         | 2024         | Декоративно-прикладное искусство          | Декоративно-прикладное искусство |
| Крутов, Николай Петрович                | 1953         | 2018         | Живопись                                  | Живопись                         |
| Крыкова, Татьяна Васильевна             | 1974         | 2018         | Архитектура                               | Архитектура                      |
| Кугаевский, Андрей Александрович        | 1958         | 2021         | Живопись                                  | Живопись                         |
| Кугач, Иван Михайлович                  | 1972         | 2023         | Живопись                                  | Живопись                         |
| Кудрявцева, Виталина Валентиновна       | 1965         | 2009         | Дизайн                                    | Дизайн                           |
| Кузнецов, Сергей Олегович               | 1977         | 2011         | Архитектура                               | Архитектура                      |
| Кузнецова, Валентина Георгиевна         | 1949         | 2012         | Декоративно-прикладное искусство          | Декоративно-прикладное искусство |
| Кузнецова, Елена Александровна          | 1979         | 2022         | Живопись                                  | Живопись                         |
| Кузьмина, Екатерина Александровна       | 1983         | 2012         | Искусствознание                           | Искусствознание                  |
| Купалян, Александр Владимирович         | 1982         | 2019         | Живопись                                  | Живопись                         |
| Купер, Юрий Леонидович                  | 1940         | 2023         | Живопись                                  | Живопись                         |
| Куракса, Василий Васильевич             | 1981         | 2019         | Живопись                                  | Живопись                         |
| Курманаевская, Наталия Алексеевна       | 1972         | 2023         | Графика                                   | Графика                          |
| Курочкин, Валерий Алексеевич            | 1958         | 2023         | Урал, Сибирь и Дальний Восток             | Искусствознание                  |
| Лавренов, Лев Николаевич                | 1932         | 2013         | Архитектура                               | Архитектура                      |
| Лаврентьев, Александр Николаевич        | 1954         | 2025         | Дизайн                                    | Дизайн                           |
| Лаврищева, Елена Валентиновна           | 1955         | 2021         | Декоративно-прикладное искусство          | Декоративно-прикладное искусство |
| Лавров, Александр Николаевич            | 1955         | 2012         | Живопись                                  | Живопись                         |
| Лагутенкова, Вера Анатольевна           | 1984         | 2017         | Живопись                                  | Живопись                         |
| Ларионова, Елена Михайловна             | 1945         | 2019         | Искусствознание                           | Искусствознание                  |
| Лебедев, Михаил Викторович              | 1962         | 2023         | Декоративно-прикладное искусство          | Декоративно-прикладное искусство |
| Левина, Екатерина Александровна         | 1976         | 2019         | Искусствознание                           | Искусствознание                  |
| Леонов, Михаил Григорьевич              | 1949         | 2007         | Архитектура                               | Архитектура                      |
| Литовченко, Елена Николаевна            | 1944         | 2012         | Декоративно-прикладное искусство          | Декоративно-прикладное искусство |
| Логинова, Юлия Алексеевна               | 1985         | 2023         | Архитектура                               | Архитектура                      |
| Ломакина, Татьяна Юрьевна               | 1955         | 2011         | Скульптура                                | Скульптура                       |
| Лотова, Ирина Николаевна                | 1958         | 2010         | Живопись                                  | Живопись                         |
| Лытов, Максим Сергеевич                 | 1977         | 2025         | Живопись                                  | Живопись                         |
| Любин, Дмитрий Владимирович             | 1976         | 2025         | Искусствознание                           | Искусствознание                  |
| Мадекин, Андрей Ильич                   | 1963         | 2023         | Декоративно-прикладное искусство          | Декоративно-прикладное искусство |
| Мазлоев, Руслан Замирович               | 1986         | 2024         | Южное                                     | Декоративно-прикладное искусство |
| Макавеева, Галина Александровна         | 1936         | 2007         | Графика                                   | Графика                          |
| Макаров, Никита Николаевич              | 1980         | 2010         | Живопись                                  | Живопись                         |
| Макарова, Елена Владимировна            | 1979         | 2021         | Урал, Сибирь и Дальний Восток             | Искусствознание                  |
| Маковеева, Ирина Петровна               | 1954         | 2025         | Графика                                   | Графика                          |
| Маковецкий, Владимир Кириллович         | 1954         | 2021         | Декоративно-прикладное искусство          | Декоративно-прикладное искусство |
| Максименко, Александр Евгеньевич        | 1964         | 2018         | Живопись                                  | Живопись                         |
| Мальцев, Алексей Викторович             | 1978         | 2021         | Южное                                     | Живопись                         |
| Манашеров, Геннадий Иосифович           | 1947         | 2018         | Живопись                                  | Живопись                         |
| Мандаганов, Юрий Ендонович              | 1947         | 2022         | Урал, Сибирь и Дальний Восток             | Живопись                         |
| Манцерев, Сергей Владимирович           | 1957         | 2012         | Живопись                                  | Живопись                         |
| Марц, Ирина Андреевна                   | 1959         | 2012         | Живопись                                  | Живопись                         |
| Марц, Людмила Викторовна                | 1935         | 2007         | Искусствознание                           | Искусствознание                  |
| Маслакова, Светлана Георгиевна          | 1942         | 2012         | Искусствознание                           | Искусствознание                  |
| Матрёшин, Александр Валентинович        | 1956         | 2022         | Живопись                                  | Живопись                         |
| Матько, Евгений Евгеньевич              | 1958         | 2022         | Декоративно-прикладное искусство          | Декоративно-прикладное искусство |
| Махотина, Алина Александровна           | 1985         | 2019         | Искусствознание                           | Искусствознание                  |
| Медведев, Всеволод Никитич              | 1974         | 2024         | Архитектура                               | Архитектура                      |
| Метелин, Геннадий Фёдорович             | 1961         | 2025         | Дизайн                                    | Дизайн                           |
| Милокумов, Сергей Александрович         | 1961         | 2019         | Живопись                                  | Живопись                         |
| Милюшкина, Алёна Олеговна               |              | 2025         | Дизайн                                    | Дизайн                           |
| Минина, Валерия Борисовна               | 1936         | 2012         | Искусствознание                           | Искусствознание                  |
| Мирошниченко, Сергей Владленович        | 1954         | 2011         | Искусствознание                           | Искусствознание                  |
| Михайлов, Иван Григорьевич              | 1959         | 2018         | Живопись                                  | Живопись                         |
| Михайлова, Татьяна Викторовна           | 1944         | 2012         | Искусствознание                           | Искусствознание                  |
| Михалкова, Татьяна Евгеньевна           | 1947         | 2009         | Дизайн                                    | Дизайн                           |
| Мищенко, Татьяна Александровна          | 1978         | 2023         | Живопись                                  | Живопись                         |
| Могилевцев, Владимир Александрович      | 1960         | 2022         | Живопись                                  | Живопись                         |
| Можар, Ирина Михайловна                 |              | 2024         | Живопись                                  | Живопись                         |
| Молчановский, Андрей Петрович           | 1971         | 2019         | Скульптура                                | Скульптура                       |
| Морозов, Алексей Викторович             | 1974         | 2013         | Скульптура                                | Скульптура                       |
| Москвитин, Филипп Александрович         | 1974         | 2022         | Живопись                                  | Живопись                         |
| Муллин, Владимир Евгеньевич             | 1968         | 2018         | Живопись                                  | Живопись                         |
| Мухина, Елена Фёдоровна                 | 1954         | 2011         | Живопись                                  | Живопись                         |
| Мясников, Георгий Прокофьевич           | 1954         | 2010         | Южное                                     | Скульптура                       |
| Назаров, Юрий Владимирович              | 1948         | 1997         | Дизайн                                    | Дизайн                           |
| Назарова, Каринэ Константиновна         | 1949         | 2011         | Живопись                                  | Живопись                         |
| Нарбекова, Людмила Николаевна           | 1964         | 2025         | Искусствознание                           | Искусствознание                  |
| Наседкин, Владимир Никитович            | 1954         | 2024         | Графика                                   | Графика                          |
| Насонова, Елена Викторовна              | 1965         | 2012         | Искусствознание                           | Искусствознание                  |
| Наумова, Лариса Ивановна                | 1945         | 2011         | Живопись                                  | Живопись                         |
| Ненашева, Любовь Степановна             | 1942         | 2023         | Декоративно-прикладное искусство          | Декоративно-прикладное искусство |
| Нерсесова, Екатерина Алексеевна         | 1983         | 2022         | Дизайн                                    | Дизайн                           |
| Нечаева, Татьяна Ивановна               | 1948         | 2010         | Искусствознание                           | Искусствознание                  |
| Никич-Криличевский, Георгий Анатольевич | 1954         | 2024         | Искусствознание                           | Искусствознание                  |
| Новосёлов, Алексей Викторович           | 1983         | 2012         | Искусствознание                           | Искусствознание                  |
| Нужный, Никита Владимирович             | 1969         | 2023         | Живопись                                  | Живопись                         |
| Образцова, Татьяна Ивановна             | 1964         | 2021         | Дизайн                                    | Дизайн                           |
| Оганисян, Гор Размикович                | 1961         | 2022         | Новейшие художественные течения           |                                  |
| Огурцов, Никита Олегович                | 1962         | 2012         | Дизайн                                    | Дизайн                           |
| Озерков, Дмитрий Юрьевич                | 1976         | 2017         | Искусствознание                           | Искусствознание                  |
| Опиок, Наталья Николаевна               | 1969         | 2021         | Скульптура                                | Скульптура                       |
| Орлов, Александр Владимирович           | 1952         | 2007         | Театрально- и кинодекорационное искусство |                                  |
| Орлов, Борис Константинович             | 1941         | 2012         | Скульптура                                | Скульптура                       |
| Орлов, Игорь Михайлович                 | 1935         | 2023         | Живопись                                  | Живопись                         |
| Осин, Олег Иванович                     | 1939         | 2012         | Живопись                                  | Живопись                         |
| Павлова, Анна Леонидовна                |              | 2025         | Искусствознание                           | Искусствознание                  |
| Панюшева, Надежда Николаевна            | 1953         | 2021         | Искусствознание                           | Искусствознание                  |
| Паштов, Алим Германович                 | 1972         | 2025         | Южное                                     | Графика                          |
| Первенцева, Екатерина Валерьевна        | 1978         | 2012         | Искусствознание                           | Искусствознание                  |
| Перфильева, Ирина Юрьевна               | 1952         | 2025         | Искусствознание                           | Искусствознание                  |
| Петров, Дмитрий Валерьевич              | 1971         | 2023         | Живопись                                  | Живопись                         |
| Петров, Павел Евгеньевич                | 1963         | 2022         | Живопись                                  | Живопись                         |
| Петрова, Евгения Николаевна             | 1946         | 2012         | Искусствознание                           | Искусствознание                  |
| Петрухин, Алексей Михайлович            | 1964         | 2021         | Южное                                     | Живопись                         |
| Пименов, Владимир Сергеевич             | 1941         | 2011         | Живопись                                  | Живопись                         |
| Пиотровский, Борис Михайлович           | 1982         | 2013         | Дизайн                                    | Дизайн                           |
| Пичахчи, Сергей Анатольевич             | 1963         | 2023         | Живопись                                  | Живопись                         |
| Победова, Ольга Александровна           | 1950         | 2001         | Декоративно-прикладное искусство          | Декоративно-прикладное искусство |
| Поваев, Александр Михайлович            | 1948         | 2010         | Южное                                     | Живопись                         |
| Поварова, Оксана Николаевна             | 1976         | 2021         | Искусствознание                           | Искусствознание                  |
| Погосян, Александр Александрович        | 1963         | 2020         | Живопись                                  | Живопись                         |
| Подшивалов, Андрей Геннадьевич          | 1965         | 2021         | Живопись                                  | Живопись                         |
| Полковниченко, Алла Константиновна      | 1986         | 2023         | Дизайн                                    | Дизайн                           |
| Полотнов, Валерий Павлович              | 1949         | 2023         | Живопись                                  | Живопись                         |
| Полякова, Людмила Сергеевна             | 1940         | 2012         | Искусствознание                           | Искусствознание                  |
| Пономаренко, Татьяна Витальевна         |              | 2023         | Живопись                                  | Живопись                         |
| Попов, Алексей Борисович                | 1960         | 2012         | Графика                                   | Графика                          |
| Попова, Юлия Анатольевна                | 1971         | 2023         | Дизайн                                    | Дизайн                           |
| Посохина, Юлия Михайловна               | 1998         | 2023         | Дизайн                                    | Дизайн                           |
| Провоторов, Александр Николаевич        | 1959         | 2021         | Скульптура                                | Скульптура                       |
| Псарёв, Виктор Пантелеевич              | 1950         | 2001         | Дизайн                                    | Живопись                         |
| Пурлик, Анатолий Николаевич             | 1956         | 2023         | Живопись                                  | Живопись                         |
| Пустозерова, Олеся Владимировна         | 1976         | 2023         | Дизайн                                    | Дизайн                           |
| Путинцев, Константин Эдуардович         | 1963         | 2022         | Графика                                   | Графика                          |
| Радимов, Пётр Николаевич                | 1959         | 2023         | Дизайн                                    | Дизайн                           |
| Рашев, Евгений Юрьевич                  | 1971         | 2017         | Дизайн                                    | Дизайн                           |
| Ремнёв, Андрей Владимирович             | 1962         | 2022         | Живопись                                  | Живопись                         |
| Ромахина, Марина Александровна          |              | 2025         | Живопись                                  | Живопись                         |
| Рубанова, Елена Иосифовна               | 1942         | 2018         | Живопись                                  | Живопись                         |
| Рубец, Александр Михайлович             | 1953         | 2022         | Южное                                     | Живопись                         |
| Рыбкин, Анатолий Петрович               | 1949         | 2011         | Живопись                                  | Живопись                         |
| Рюмин, Александр Алексеевич             | 1944         | 2007         | Дизайн                                    | Дизайн                           |
| Саленков, Александр Геннадьевич         | 1992         | 2019         | Искусствознание                           | Искусствознание                  |
| Самакаев, Ильгизар Майберович           | 1954         | 2025         | Живопись                                  | Живопись                         |
| Самолыго, Игорь Юрьевич                 | 1970         | 2022         | Живопись                                  | Живопись                         |
| Сафарова, Аделя Джумшудовна             | 1939         | 2009         | Искусствознание                           | Искусствознание                  |
| Сафразбекян, Татевик Геворковна         |              | 2025         | Архитектура                               | Архитектура                      |
| Седова, Ирина Николаевна                | 1972         | 2022         | Искусствознание                           | Искусствознание                  |
| Селиванов, Дмитрий Евгеньевич           | 1979         | 2022         | Живопись                                  | Живопись                         |
| Семёнов, Сергей Иванович                | 1956         | 2011         | Графика                                   | Графика                          |
| Сергеев, Юрий Алексеевич                | 1961         | 2009         | Живопись                                  | Живопись                         |
| Сергеева, Лариса Сергеевна              | 1946         | 2021         | Живопись                                  | Живопись                         |
| Серёжин, Сергей Валерьевич              | 1975         | 2021         | Скульптура                                | Скульптура                       |
| Сефербеков, Карахан Сефербекович        | 1957         | 2022         | Живопись                                  | Живопись                         |
| Сивачёв Юрий Евгеньевич                 | 1986         | 2024         | Южное                                     | Декоративно-прикладное искусство |
| Симаков, Кирилл Сергеевич               | 1984         | 2023         | Новейшие художественные течения           |                                  |
| Симонов, Владимир Гербович              | 1958         | 2024         | Живопись                                  | Живопись                         |
| Ситникова, Наталья Александровна        | 1978         | 2019         | Живопись                                  | Живопись                         |
| Слепушкин, Дмитрий Анатольевич          | 1967         | 2009         | Живопись                                  | Живопись                         |
| Смоленкова, Юлия Анатольевна            |              | 2023         | Новейшие художественные течения           |                                  |
| Соколов, Сергей Николаевич              | 1956         | 2022         | Живопись                                  | Живопись                         |
| Солодков, Лев Степанович                | 1939         | 2023         | Декоративно-прикладное искусство          | Декоративно-прикладное искусство |
| Сопова, Ксения Владимировна             | 1987         | 2023         | Живопись                                  | Живопись                         |
| Сорокина, Лариса Владимировна           | 1966         | 2016         | Живопись                                  | Живопись                         |
| Стариков, Александр Александрович       | 1946         | 2023         | Дизайн                                    | Архитектура                      |
| Стародуб, Татьяна Хамзяновна            | 1943         | 2024         | Искусствознание                           | Искусствознание                  |
| Сулейменова, Мария Викторовна           | 1978         | 2025         | Дизайн                                    | Дизайн                           |
| Сунь, Фэн                               | 1971         | 2023         | Новейшие художественные течения           | Новейшие художественные течения  |
| Сысоева, Наталья Сергеевна              | 1970         | 2023         | Урал, Сибирь и Дальний Восток             | Живопись                         |
| Таратухин, Станислав Константинович     | 1954         | 2012         | Живопись                                  | Живопись                         |
| Татевосян, Ашот Генрикович              | 1962         | 2021         | Живопись                                  | Живопись                         |
| Теплов, Валерий Васильевич              | 1941         | 2024         | Живопись                                  | Живопись                         |
| Терещенко, Николай Николаевич           | 1953         | 2012         | Живопись                                  | Живопись                         |
| Теслик, Александра Николаевна           | 1956         | 2019         | Графика                                   | Графика                          |
| Тетерин, Евгений Геннадьевич            | 1979         | 2022         | Скульптура                                | Скульптура                       |
| Тихонов, Алексей Константинович         | 1952         | 2007         | Архитектура                               | Архитектура                      |
| Ткаченко, Лариса Анатольевна            | 1950         | 2006         | Дизайн                                    | Дизайн                           |
| Ткачёва, Елена Алексеевна               | 1959         | 2008         | Живопись                                  | Живопись                         |
| Ткачук, Александр Евгеньевич            | 1974         | 2021         | Урал, Сибирь и Дальний Восток             | Скульптура                       |
| Токарев, Александр Вячеславович         | 1946         | 2012         | Живопись                                  | Живопись                         |
| Токарева, Ирина Евгеньевна              | 1974         | 2012         | Живопись                                  | Живопись                         |
| Толстая, Наталия Владимировна           | 1969         | 2017         | Искусствознание                           | Искусствознание                  |
| Томсон, Ольга Игоревна                  | 1957         | 2011         | Искусствознание                           | Искусствознание                  |
| Тотибадзе, Георгий Георгиевич           | 1967         | 2021         | Живопись                                  | Живопись                         |
| Трофимов, Дмитрий Александрович         | 1972         | 2023         | Живопись                                  | Живопись                         |
| Трофимова, Ирина Вадимовна              | 1937         | 2011         | Декоративно-прикладное искусство          | Декоративно-прикладное искусство |
| Трушникова, Ольга Анатольевна           | 1963         | 2012         | Живопись                                  | Живопись                         |
| Тураева, Ирина Владимировна             | 1949         | 2018         | Искусствознание                           | Искусствознание                  |
| Тучина, Ольга Борисовна                 | 1958         | 2023         | Графика                                   | Графика                          |
| Усеинов, Рамазан Эннанович              | 1949         | 2023         | Южное                                     | Живопись                         |
| Ухов, Вячеслав Орестович                | 1946         | 2022         | Архитектура                               | Архитектура                      |
| Файдыш, Татьяна Андреевна               | 1955         | 2007         | Живопись                                  | Живопись                         |
| Федосеенков, Николай Николаевич         |              | 2024         | Искусствознание                           | Искусствознание                  |
| Фёдорова, Татьяна Сергеевна             | 1952         | 2024         | Живопись                                  | Живопись                         |
| Филатов, Николай Михайлович             | 1952         | 2019         | Скульптура                                | Скульптура                       |
| Филиппов, Михаил Анатольевич            | 1954         | 2023         | Архитектура                               | Архитектура                      |
| Фомичёва, Дарья Владимировна            | 1968         | 2012         | Графика                                   | Графика                          |
| Хабиров, Рашит Султанович               | 1953         | 2021         | Живопись                                  | Живопись                         |
| Халафян, Акоп Альбертович               | 1953         | 2012         | Южное                                     | Скульптура                       |
| Харитонов, Юрий Иванович                | 1948         | 2024         | Архитектура                               | Архитектура                      |
| Харлов, Максим Викторович               | 1974         | 2021         | Живопись                                  | Живопись                         |
| Харченко, Олег Андреевич                | 1948         | 2001         | Архитектура                               | Архитектура                      |
| Харшак, Андрей Александрович            | 1950         | 2022         | Графика                                   | Графика                          |
| Хасьянова, Лейла Самиуловна             | 1963         | 2009         | Живопись                                  | Живопись                         |
| Хейкер, Елена Даниэльевна               | 1954         | 2018         | Декоративно-прикладное искусство          | Декоративно-прикладное искусство |
| Ходанов, Владимир Михайлович            | 1983         | 2024         | Новейшие художественные течения           |                                  |
| Холмогорова, Мария Викторовна           | 1973         | 2012         | Урал, Сибирь и Дальний Восток             | Живопись                         |
| Хоронько, Максим Игоревич               |              | 2025         | Живопись                                  | Живопись                         |
| Хрустов, Владимир Павлович              | 1954         | 2021         | Урал, Сибирь и Дальний Восток             | Живопись                         |
| Худякова, Марина Леонидовна             | 1948         | 2021         | Дизайн                                    | Дизайн                           |
| Цивин, Владимир Александрович           | 1949         | 2022         | Декоративно-прикладное искусство          | Декоративно-прикладное искусство |
| Цигаль, Сергей Викторович               | 1949         | 2018         | Графика                                   | Графика                          |
| Челышев, Анатолий Владимирович          | 1981         | 2021         | Живопись                                  | Живопись                         |
| Чернышёва, Елена Дмитриевна             | 1948         | 2024         | Графика                                   | Графика                          |
| Чечик, Анатолий Зиновьевич              | 1953         | 2020         | Новейшие художественные течения           | Живопись                         |
| Чибисов, Николай Петрович               | 1955         | 2025         | Декоративно-прикладное искусство          | Декоративно-прикладное искусство |
| Чирков, Владимир Фёдорович              | 1947         | 2022         | Урал, Сибирь и Дальний Восток             | Искусствознание                  |
| Чувашева, Татьяна Владимировна          | 1977         | 2021         | Живопись                                  | Живопись                         |
| Чукуев, Владимир Петрович               | 1942         | 2019         | Урал, Сибирь и Дальний Восток             | Живопись                         |
| Чупров, Борис Владимирович              | 1951         | 2020         | Живопись                                  | Живопись                         |
| Чхаидзе, Омар Валерьянович              | 1944         | 2012         | Живопись                                  | Живопись                         |
| Шабаев, Матвей Брониславович            | 1968         | 2023         | Графика                                   | Графика                          |
| Шаньков, Михаил Юрьевич                 | 1962         | 2002         | Живопись                                  | Живопись                         |
| Шаров, Сергей Александрович             | 1945         | 2009         | Архитектура                               | Архитектура                      |
| Шервашидзе, Алексей Леонидович          | 1959         | 2023         | Новейшие художественные течения           |                                  |
| Шипилин, Игорь Николаевич               | 1961         | 2024         | Южное                                     | Графика                          |
| Шмарин, Дмитрий Александрович           | 1967         | 2010         | Живопись                                  | Живопись                         |
| Штейн, Владимир Альбертович             | 1967         | 2002         | Живопись                                  | Живопись                         |
| Штольба, Антон Владимирович             | 1993         | 2021         | Живопись                                  | Живопись                         |
| Штыхно, Олег Фёдорович                  | 1961         | 2009         | Живопись                                  | Живопись                         |
| Шумейко, Антон Алексеевич               | 1980         | 2018         | Живопись                                  | Живопись                         |
| Щаницына, Екатерина Фёдоровна           | 1947         | 2007         | Декоративно-прикладное искусство          | Декоративно-прикладное искусство |
| Элоян, Сергей Норикович                 | 1958         | 2023         | Урал, Сибирь, Дальний Восток              | Живопись                         |
| Юга, Людмила Георгиевна                 | 1948         | 2023         | Графика                                   | Графика                          |
| Юсупова, Айнура Ишенбаевна              | 1959         | 2007         | Искусствознание                           | Искусствознание                  |
| Яковлев, Яков Яковлевич                 | 1947         | 2020         | Графика                                   | Графика                          |
| Яушева, Ольга Рустамовна                | 1968         | 2021         | Живопись                                  | Живопись                         |